# Медвуд, Кеннет
Ке́ннет Ме́двуд (англ. Kenneth Medwood; 14 декабря 1987, Белиз) — легкоатлет, представляющий на международных стартах Белиз и специализирующийся в беге на 400 метров с барьерами. Участник Олимпийских игр в Лондоне.

## Биография
Кеннет Медвуд вырос в Лос-Анджелесе. Первоначально он занимался прыжками в высоту и даже трижды становился чемпионом города в этом виде в своей возрастной категории. Помимо лёгкой атлетики занимался теннисом и баскетболом.
Поступив в колледж Медвуд переквалифицировался на длинный барьерных бег. В этом виде он дебютировал на чемпионате мира. В Тэгу он занял в своём забеге шестое место и прекратил выступления.
На Олимпиаде в Лондоне он был знаменосцем сборной Белиза. На соревнованиях он преодолел первый раунд, заняв в своём забеге четвёртое место, но показав быстрые секунды. В полуфинале Медвуд показал пятый результат в забеге и завершил выступления. 
В 2011 и 2012 годах выигрывал дистанцию 400 метров с барьерами на чемпионате Центральной Америки, а в 2013 году первенствовал в аналогичной дисциплине на Центральноамериканских играх.